# Ейми Уайнхаус
Ейми Уайнхаус (на английски: Amy Winehouse) е британска певица и авторка на песни. Добива популярност със специфичния си стил на пеене, съчетаващ джаз, соул, фънк, рок, блус и R&B.
Дебютният ѝ албум „Frank“ (2003) е обявен за успешен по телевизията, одобрен от критиците във Великобритания и е номиниран за „Mercury Prize“. Следващият ѝ албум „Back to Black“ (2006) достига до 6 номинации на награди Грами и печели 5 от тях, правейки нов рекорд за най-много спечелени награди Грами от жена за нощ. „Back to Black“ превръща Уайнхаус в първия британски изпълнител с 5 награди, включително 3 от Големите четири: „Най-добър нов изпълнител“, „Запис на годината“ и „Песен на годината“. На 14 февруари 2007 г. Ейми печели „Brit Award“ за „Най-добра британска изпълнителка“, въпреки че е номинирана и за „Най-добър британски албум“. Печели „Ivor Novello Award“ три пъти – първата през 2004 г. за „Най-добра съвременна песен“ (музика и текст) за „Stronger than me“; втората през 2007 г. отново за „Най-добра съвременна песен“ с „Rehab“; третата награда Ейми печели през 2008 г. за „Най-добра песен“ (музика и текст) с „Love is a losing game“. Този албум е на трето място по продажби в Обединеното кралство.

## Произход и ранни години
Уайнхаус е родена в северен Лондон в еврейско семейство, което споделяло любовта си към джаза. Отгледана е в четиричленно семейство: баща Мичъл (шофьор на такси), майка Джанис (фармацевт) и по-голям брат Алекс. Мичъл често си припявал вкъщи, още по-често пеел Франк Синатра на малката Ейми, което се превърнало в толкова голямо хоби за малкото момиче, че на учителите им било доста трудно да я накарат да спре да пее в час.
Когато става на девет години, баба ѝ Синтия предлага на Ейми да се запише в театралното училище „Susi Earnshaw“ за допълнителни тренировки. На десет години Ейми сформира рап група, наречена „Sweet 'n' Sour“ с приятелката си Джулиет Ашби. Уайнхаус посещава театралното училище четири години, след което се насочва към друго такова – „Sylvia Young Theatre School“, откъдето се твърди, че е изключена (на четиринайсет години) поради това, че „не съсредоточава усилията си към себе си“ и си слага обеца на носа. С други деца от „Sylvia Young Theatre School“ тя се появява в шоуто „The Fast Show“ през 1997 г. След това започва да посещава „BRIT School“ в Селхърст, Кройдън, както и „Southgate School“ и „Ashmole School“.

## Кариера

### Първи стъпки
След като си играе с китарата на брат си, Уайнхаус получава своята първа китара, когато е на 13 и започва да пише музика година по-късно. Скоро след това започва работа, включително и като шоубизнес журналист за „World Entertainment News Network“, пеейки в джаз банда. Тогавашният ѝ приятел Тейлър Джеймс изпраща демо касетата и на човек от A&R.

### Начални постижения
Дебютният албум на Уайнхаус, „Frank“, е пуснат на 20 октомври 2003 г. Издаден е главно от Салаам Реми. Много от песните са вдъхновени от джаза. Освен двата кавъра в него, всички песни са написани от Уайнхаус. Албумът получава положителни отзиви и комплименти за „съвременния критичен поглед“ на текстовете. „Frank“ довежда до сравнения на гласа на Ейми с гласове като тези на Сара Вон и Мейси Грей. Албумът достига до много високо ниво в „UK Album Chart“ през 2004 г., когато е и номиниран за „BRIT Awards“ в категориите за „Британска соло изпълнителка и за най-добър клип“. „Frank“ дори достига платинени продажби. По-късно, през 2004 г., Ейми печели „Ivol Novello Award“ за „Най-добра съвременна песен“ (Stronger Than Me), за която получава помощ от Салаам Реми. През същата година Ейми участва във фестивала в Гластънбъри, в Jazzworld Stage и V Festival. След пускането на албума Уайнхаус коментира, че е „само 80% зад албума“ заради някои миксирани рекорди, които тя не харесва.

### Международен успех
В контраст с повлияния от джаза първи албум, Уайнхаус се фокусира върху момичешките групи от 1950-те и 60-те години. Тя наема дългогодишната банда на нюйоркската певица Шарън Джоунс „Dap-Kings“, като иска от тях бъдат с нея в студиото и на изпълнения ѝ на живо. През май 2006 г. демо парчетата на Ейми Уайнхаус „You Know I’m No Good“ и „Rehab“ се появяват в радио шоуто на Марк Ронсън (East Village Radio). Това са първите нови песни, пуснати в радио ефира след пускането на „Pumps“ и са били предназначени за втория ѝ албум. 11-траковият аблум е направен изцяло от Салаам Реми и Ронсън. Не след дълго рекламите на „Back to Black“ започват и в началото на октомври 2006 г. официалният сайт на Ейми е обновен с неиздавани песни.
„Back to Black“ е издаден във Великобритания на 30 октомври 2006 г. Той достига до първото място в „UK Album Chart“ много пъти и до седмо място в „Billboard 200“ в САЩ. До 25 октомври албумът се доближава 5 пъти до платинени продажби и става най-продаваният албум за 2007 г. Марк Ронсън, който издава албума, казва в интервю от 2010 година, че Ейми е помагала с откровените си мнения относно работата му по албума.
Албумът съдържа няколко песни. Първото парче „Rehab“ излиза на 23 октомври 2006 г. изцяло с помощта на Ронсън. Песента отива на седмо място във Великобритания, а след това и на девето място в „Billboard Hot 100“, малко след като Ейми я изпълнява на наградите на MTV. Списание „Time“ обявява песента за една от „Десетте най-добри песни за 2007“, като я поставя на първо място. Писателят Джош Тайрънгил благодари на Уайнхаус за доверието и добавя: „Тя е бъбрива, забавна, огнена и дори малко луда. Невъзможно е човек да не бъде прелъстен от оригиналността ѝ.“ През 2007 г. Джей Зи миксира песента, като добавя ново звучене.
Второто парче от албума е „You Know I’m No Good“. Излиза на 8 януари 2007 г. и автоматично отива на 18-о място в британския чарт. Песента „Back To Black“ излиза на 30 април 2007 г. и достига до 25-о място. На 10 декември 2007 г. излиза последното парче от „Back to black“ – „Love Is A Losing Game“.
Турнето на Уайнхаус обаче не минава добре. През ноември 2007 г., точно първата вечер на 17-дневното турне, е съсипана. Музикалните критици от „Birmingham Mail“ споделят, че „това беше една от най-тъжните вечери в живота ми. Видях извънредно талантливата певица, обляна в сълзи, да крещи към публиката, препъвайки се на сцената“. Останалите концерти минават по същия начин, докато Ейми накрая съобщава на 27 ноември 2007 г., че изпълненията ѝ са отменени до края на годината по съвет на лекар.
До края на годината Ейми Уайнхаус печели много признания и награди. Тя печели Грами през 2008 г. в категориите „Запис на годината“, „Песен на годината“ и „Най-добро женско представяне“ за сингъла „Rehab“. Албумът ѝ „Back to Black“ е номиниран за „Албум на годината“ и печели награда за „Най-добър поп вокал“. Продуцентът Марк Ронсън, който работи с Ейми, печели наградата „Продуцент на годината“. Певицата също печели Грами за „Най-добър нов артист“. Това спечелва на Уайнхаус място в книгата на Рекордите на Гинес за най-много спечелени Грами от британска певица. Тя изпълнява „You Know I’m No Good“ и „Rehab“ на церемонията по сателит, понеже визата ѝ пристига много късно. Номинациите през декември водят до 48%-ово повишаване на продажбите на албума „Back to black“ в САЩ.
На 13 януари 2008 г. Уайнхаус изпълнява „Valerie на BRIT Awards“, а след това и „Love Is A Losing Game“. Тя призова тълпата „извикайте за моя Блейк“.
„Amy Winehouse – The Girl Done Good: A Documentary Review“ – 78-минутно DVD излиза на 14 април 2008 г. Документалният филм включва интервю с хора, познаващи Ейми от малка, хора които са ѝ помогнали да успее, джаз експерти, както и музикални и поп специалисти.
Ейми Уайнхаус оказва влияние върху нарастването на популярността на жените соло изпълнителки и съживява британската музика. Отличителният ѝ стил се е превърнал в муза за модни дизайнери като Карл Лагерфелд.
Проблемите на певицата с наркотиците и алкохола, също така и самоунищожителното ѝ поведение, се превръщат в редовна тема за таблоидите от 2007 г. Тя и бившият ѝ съпруг Блейк Фийлдър – Сивил имат проблеми със закона, което допринася за неговия престой в затвора. През 2008 г. Ейми се сблъсква и със здравословни проблеми, които застрашават не само кариерата, но и живота ѝ.

## Личен живот
Ейми страда от булимия от ранна възраст. През последните няколко години от живота ѝ папараците не спират да публикуват снимки на Ейми. Певицата дори се сдобива с ограничителна заповед да стоят далеч от нея. Съдът забранява на агенция за папараци да я следи. Фотографите също имат забрана да я снимат на по-малко от 100 метра от дома ѝ, също и да правят снимки на дома ѝ, както и на дома на приятелите и семейството ѝ.

## Смърт
На 23 юли 2011 г. Ейми е открита мъртва в апартамента си в Лондон. След аутопсията не са дадени причини за смъртта. На 23 август 2011 г. излизат резултатите от направените токсикологични тестове. Според тях в кръвта на певицата няма следи от наркотици, а от алкохол. Бащата на Ейми Мич Уайнхаус откровено споделя, че дъщеря му все още е имала проблеми с алкохола и не е успявала да контролира страстта си към него след няколкоседмично въздържание. Тленните ѝ останки са кремирани в Лондон на 26 юли 2011 г.

## Дискография

### Студийни албуми
- 2003 – „Frank“
- 2006 – „Back to Black“

### Компилации
- 2011 – „Lioness: Hidden Treasures“

### Live албуми
- 2012 – „Amy Winehouse at the BBC“

### Видеоалбуми
- 2007 – „I Told You I Was Trouble: Live in London“
- 2007 – „In Concert 2007“

### Сингли
- 2003 – „Stronger Than Me“
- 2004 – „Take the Box“
- 2004 – „In My Bed/You Sent Me Flying“
- 2004 – „Fuck Me Pumps/Help Yourself“
- 2006 – „Rehab“
- 2007 – „You Know I'm No Good“
- 2007 – „Back to Black“
- 2007 – „Tears Dry on Their Own“
- 2007 – „Love Is a Losing Game“
- 2011 – „Body and Soul“
- 2011 – „Our Day Will Come“

## Видеоклипове
| Видеоклип              | Премиера | Албум                     |
| ---------------------- | -------- | ------------------------- |
| Stronger than me       | 2003     | Frank                     |
| Take the box           | 2003     | Frank                     |
| In my bed              | 2004     | Frank                     |
| Fuck me pumps          | 2004     | Frank                     |
| Rehab                  | 2006     | Back to black             |
| You know I'm no good   | 2007     | Back to black             |
| Back to black          | 2007     | Back to black             |
| Tears dry on their own | 2007     | Back to black             |
| Love is a losing game  | 2007     | Back to black             |
| Just friends           | 2008     | Back to black             |
| Body and soul          | 2011     | Lioness: Hidden treasures |
| Our day will come      | 2011     | Lioness: Hidden treasures |